# Parastilobezzia leei
Parastilobezzia leei är en tvåvingeart som beskrevs av Wirth och Blanton 1970. Parastilobezzia leei ingår i släktet Parastilobezzia och familjen svidknott.
Artens utbredningsområde är Colombia. Inga underarter finns listade i Catalogue of Life.